# Boules d'acier

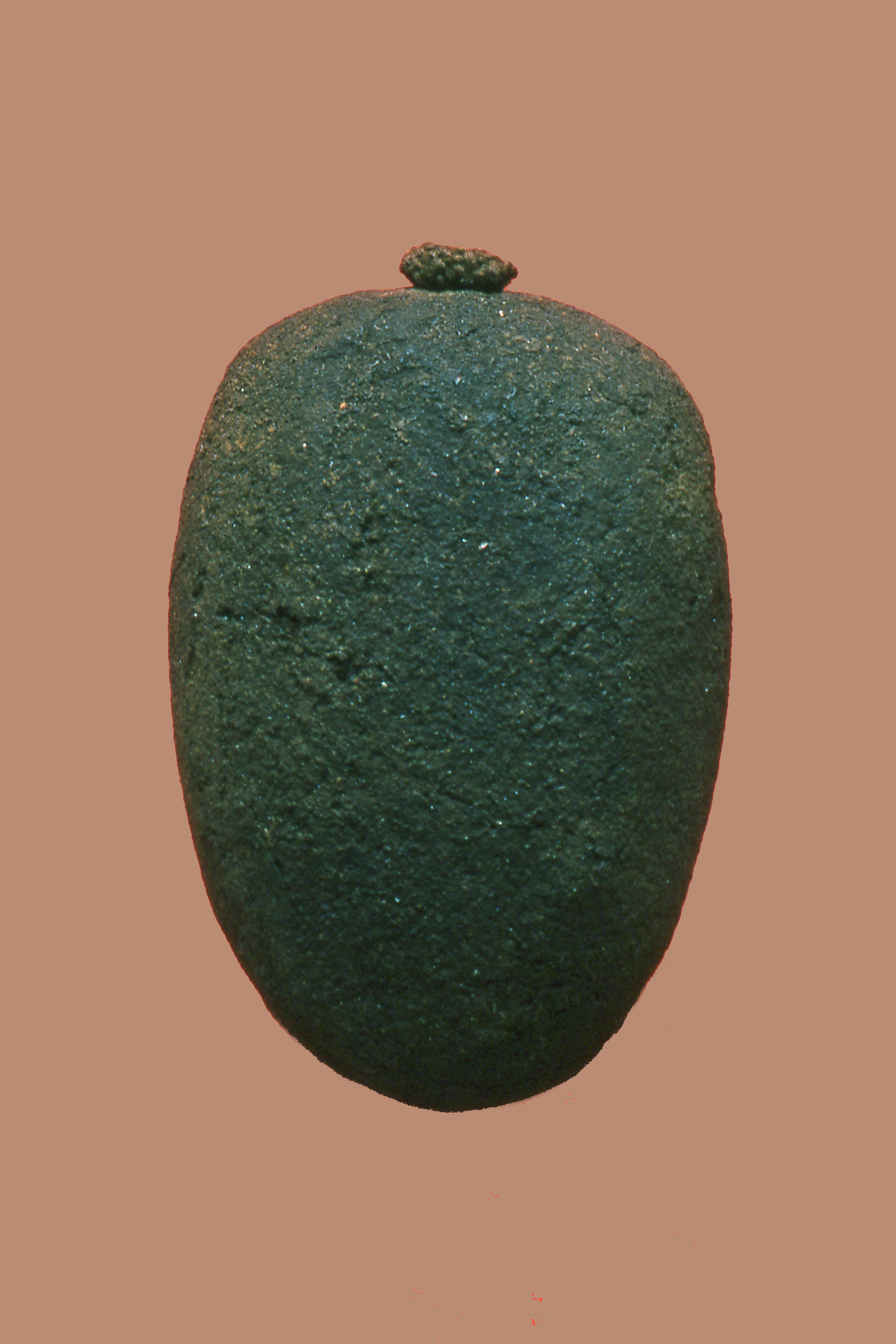

Les boules d'acier vulnéraires, aussi dites Globuli martiales ou « boule vulnéraire d'acier », boules de Nancy, « véritable boule vulnéraire de Mars », ou encore « boule d'acier tartarisé » étaient un médicament généralement préparé avec du tartrate de potasse (cité comme tartre dans les recettes) et du tartrate de fer.
Son nom vient de sa teneur en fer et de sa forme en boule de couleur généralement noire. Cette boule était munie d'une petite boucle (ruban ou cordelette) pour permettre sa suspension verticale. Il existait différentes manières de l'ingérer, mais la plus fréquente était sa dissolution partielle dans de l'eau, ou de l'eau-de-vie. 
On obtenait alors de « l'eau de boule ».
On les appelle fréquemment boules de Nancy, car elles étaient majoritairement fabriquées dans cette ville, du fait de la qualité du fer lorrain, et d'une tradition locale importante.

## Indications médicales
Les usages de l'eau extraite de ces « boules d'acier » sont variés : les notices de l'époque évoquent 

« Blessures, coupures, meurtrissures, hémorragies, migraines, coliques, fluxions, dislocations, pleurésies, sciatiques, rhumatismes, dureté de rate, mal de mère ou vapeurs, perte de sang, pâles couleurs, extraction d'épines (dans quelques parties du corps qu'elles soient), affaiblissements de l'estomac, langueurs des sécrétions, obstructions du foie, de la rate, des glandes du mésentère, affections hypocondriaques, « histériques », vaporeuses, suppression ou lenteur du flux menstruel, maladies chroniques des poumons, phtisie (sans hémorragie ni fièvres lentes continues), suppuration des reins, gravelle, goutte, fièvre au long cours, inflammations du gosier, de la langue, ophtalmies, plaies récentes, contusions, foulures, entorses, fractures. »

Cette boule était aussi utilisée en médecine vétérinaire.

## Utilisation
Pour les blessures, 

« il faut prendre de l'eau de fontaine, la faire tiédir sur une assiette de terre, dans laquelle on roulera la Boule jusqu'à ce qu'elle soit noire, y ajouter moitié d'eau de-vie pour les embrocations, un tiers seulement lorsqu'on veut en boire… puis …en bassiner la Plaie sans laisser sécher la compresse, en l'humectant de tems en tems, de sorte qu'elle soit toujours tiède, et se coucher du côté opposé au mal, laisser la compresse 48 heures sans la lever ; il ne faut pas s'étonner si la Plaie verse du sang, c'est un effet naturel de la Boule de la nettoyer pour empêcher la suppuration, ce qui accélère la guérison ; on peut aussi faire boire un demi verre d'eau de Boule au Malade, et dans peu il sera guéri ; pour les Contusions, Meurtrissures, etc., il en faut user de même, en étuvant bien l'endroit douloureux. Pour les Gelures, il faut faire telle quantité d'eau de Boule que la partie gelée puisse y tremper environ une demi-heure, pendant une semaine et observer qu'elle soit toujours tiède. »

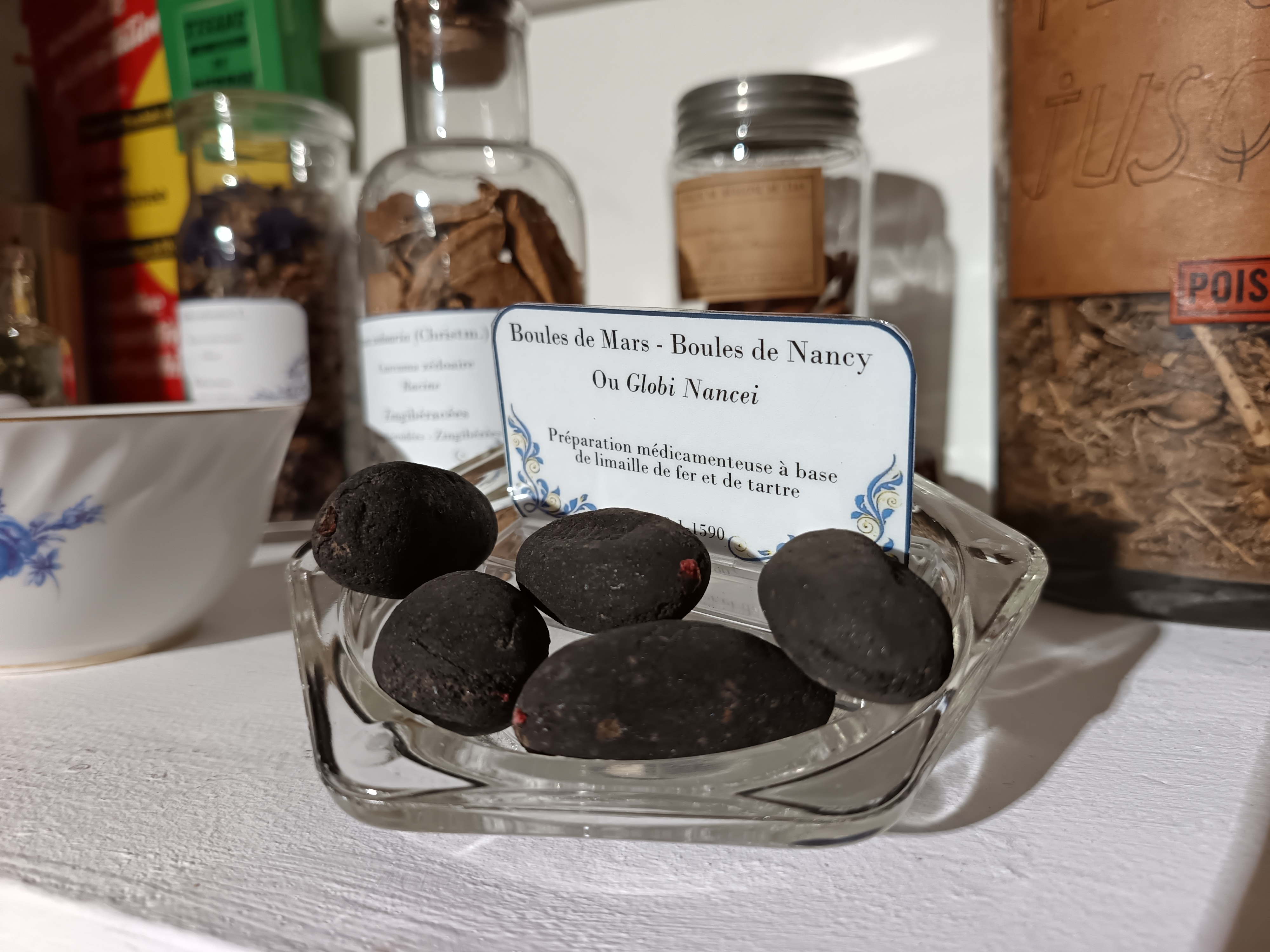
Boules d'acier au Droguier de l'université Lyon 1.

Pour les « maladies intérieures » comme « la Fièvre, Perte de Sang, etc., il faut en boire soit dans du vin rouge ou blanc, Bouillon, Thé ou Vulnéraires, suivant le goût du Malade, y ajouter si vous voulez un peu de sucre, ou faites comme ci-dessus avec deux tiers d'eau et un tiers d'eau de vie; pour la migraine, il en faut tirer par le né 5 à 6 gouttes; pour les maux de Dents et d'Oreilles, il faut tremper légèrement du coton dans l'eau de Boule, en mettre dans l'oreille ou sur la dent, tenir la partie malade chaudement; pour les pales couleurs, il en faut boire 7 ou 8 jours matin et soir un verre dans du bon vin blanc et ne point manger de crudités. »

## Histoire et différentes recettes
Les premières boules d'acier semblent avoir été fabriquées à Nancy selon une recette secrète ou peu diffusées, notamment par Claude-Charles Guoery, Concierge de l'Hôtel-de-Ville de Nancy. 

Ce remède est évoqué en 1725 dans la Pharmacopée de Strasbourg et peu après (1732) dans celle de Paris. 

Selon le cours de chimie de l’abbé Lenglet Du Fresnoy (réédition de 1751, document peu sûr car cet abbé semble avoir recopié des textes désuets vieux d'un siècle et a été emprisonné), la boule de Mars était produite par séchage d'une substance obtenue par digestion de limaille d'acier et de tartre dans une infusion de plantes vulnéraires de Suisse dans l'eau-de-vie ; Lenglet Dudresnoy disait tenir cette composition d'un « chymiste » du duc Léopold de Lorraine qui la lui aurait donné en 1712.

Une recette plus crédible est donnée par le pharmacien François Mandel (du Collège de Médecine, des maîtres chirurgiens et des maîtres apothicaires de Nancy). Selon lui, la limaille et le tartre devaient être digérés deux fois avec de l'eau et la troisième fois avec l'alcool aromatique obtenu en distillant une infusion alcoolique d'espèces vulnéraires,,.
Bien plus tard (en 1828), Guibourt publie une recette plus précise : selon lui la limaille doit d'abord être traitée par une décoction d'espèces vulnéraires (une vingtaine de plantes) ce qui donne un liquide qui doit être évaporé. Puis réduit en poudre et additionné de tartre, le mélange est une nouvelle fois digéré par une nouvelle décoction de plantes, durant un mois. Le produit est à nouveau séché et pulvérisé, et on va de nouveau ajouter du tartre puis retraiter le tout par une troisième décoction afin de former une pâte (par évaporation à chaud) qu'on comprime dans les mains et dans des moules en forme de boule ou d’œuf avant de les fait sécher. La matière est noire et dure et évoque une boule de fer. Elle est au XIXe siècle généralement marquée d'une croix de lorraine et garnie d'une boucle ou d'un ruban qui en facilitera la manipulation et le séchage entre deux emplois.

### La boule de Molsheim
C'est un médicament apparemment proche dont la formule n'a jamais été publiée dans une pharmacopée officielle, mais qui selon un article du pharmacien Rol de Mirecourt (dans le bulletin de Pharmacie de 1811) utilise de la pâte de boule de Nancy à laquelle on ajoute (pour 2 livres de pâte) 3 onces de mastic, autant d'oliban et une once de myrrhe.

### La boule minérale de la Chartreuse de Molsheim
La recette de la boule de Molsheim sera transmise – à partir de 1826 à la Grande Chartreuse et delà à partir de 1903 à Villard, pharmacien de Grenoble qui en produira jusqu'en 1920. Selon leur notice contenait outre du fer des gommes précieuses.

## Disparition
La boule de Mars sera intégrée dans la Pharmacopée française du XXe siècle jusqu'en 1972, avant de tomber en désuétude face à de nouveaux complexants du fer plus efficaces que le tartrate (citrate et gluconate notamment)

## Collections
Des exemplaires de boules de Nancy sont conservés dans les collections du Musée lorrain à Nancy, du musée de la Faculté de médecine de Nancy, du musée de l'histoire du Fer à Jarville, au Musée dauphinois à Grenoble, au musée de la Faculté de Pharmacie de l'université Montpellier 1 à Montpellier, à l'Ordre des pharmaciens à Paris, à l'apothicairerie de l'hôpital de Bazas et dans différentes collections particulières et pharmacies.